# Umberto

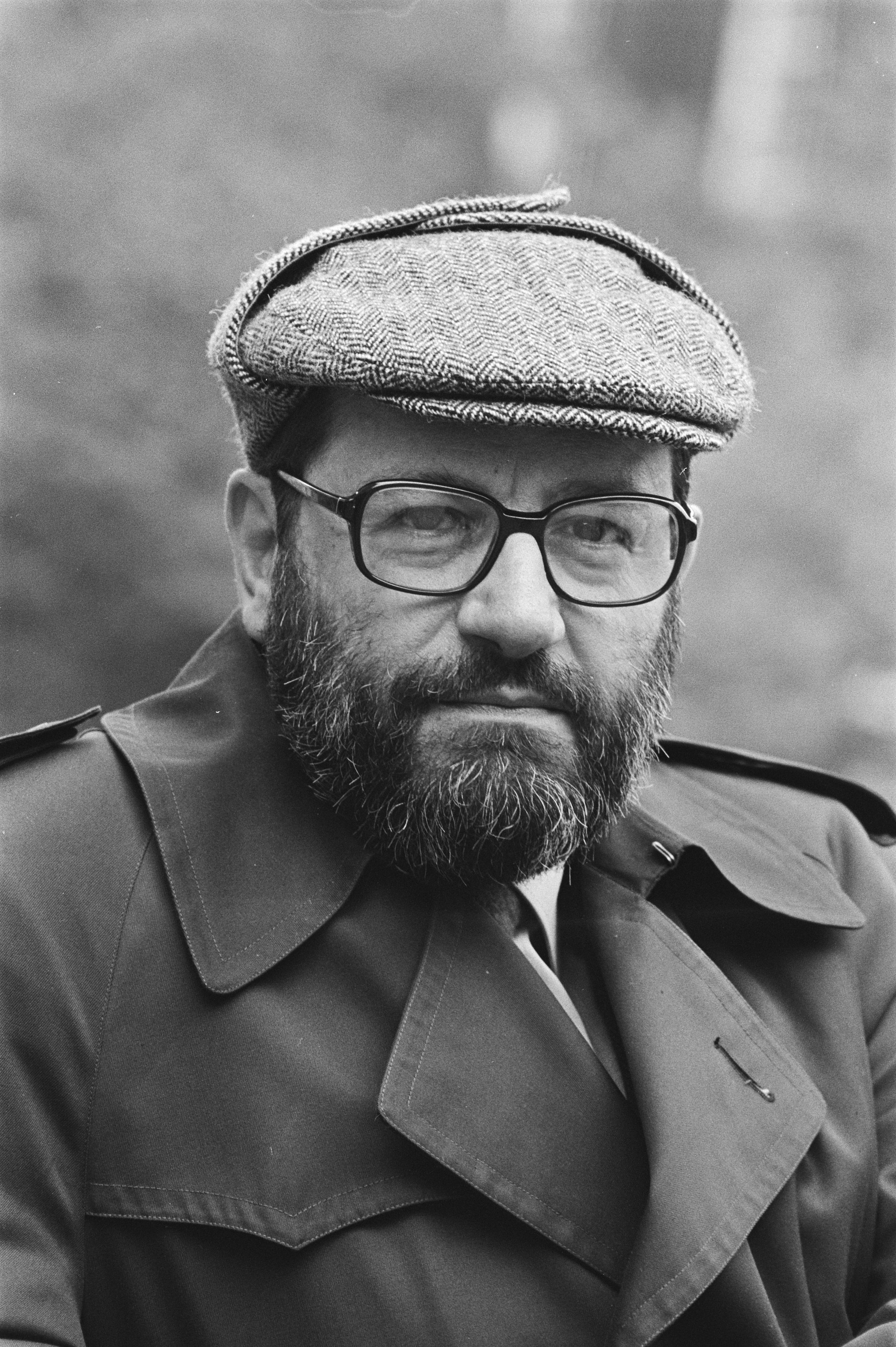
Umberto Eco, italiensk författare och filosof

Umberto är ett italienskt förnamn som kommer från det tyska namnet Humbert. Det är bildat till forntyska hun (björnunge eller krigare) och berht (ljus, klar, känd).

## Personer med namnet
- Umberto I, kung av Italien 1878–1900
- Umberto II, kung av Italien 1946
- Umberto Bossi, italiensk politiker ledande inom Lega Lombarda följt av Lega Nord (född 1941)
- Umberto Eco, italiensk författare och filosof (1932–2016)
- Umberto Nobile, italiensk luftskeppspionjär (1885–1978)